# الملعب البلدي في سانتو دومينغو
الملعب البلدي في سانتو دومينغو (Estadio Municipal de Santo Domingo) هو ملعب كرة قدم يقع في ألكوركون، منطقة مدريد، إسبانيا. وهو حاليًا موطن نادي ألكوركون. الملعب مملوك ومُدار من قبل البلدية. أقيمت أول مباراة في الملعب في 19 مايو 1999 بين ألكوركون وريال مدريد.